# Sierra Escalona y Dehesa de Campoamor
Sierra Escalona y Dehesa de Campoamor este o arie protejată (arie de protecție specială avifaunistică — SPA) din Spania întinsă pe o suprafață de 10.407,36 ha, integral pe uscat.

## Localizare
Centrul sitului Sierra Escalona y Dehesa de Campoamor este situat la coordonatele 37°56′31″N 0°50′17″W / 37.9419°N 0.8381°V.

## Înființare
Situl Sierra Escalona y Dehesa de Campoamor a fost declarat arie de protecție specială avifaunistică în iunie 2009 pentru a proteja 2 specii de plante și 14 specii de animale.

## Biodiversitate
Situată în ecoregiunea mediteraneană, aria protejată conține 4 habitate naturale: Galerii și tufărișuri riverane sudice (Nerio-Tamaricetea și Securinegion tinctoriae), Păduri de pin mediteraneene cu pini mezogeni endemici, Pseudostepă cu ierburi și specii anuale de Thero-Brachypodietea, Tufărișuri termo-mediteraneene și de pre-deșert.
La baza desemnării sitului se află mai multe specii protejate:
- plante (2): Helianthemum caput-felis, Sideritis incana subsp. glauca
- păsări (14): pescăruș albastru (Alcedo atthis), fâsă-de-câmp (Anthus campestris), acvilă de munte (Aquila chrysaetos), buha (Bubo bubo), pasărea ogorului (Burhinus oedicnemus), caprimulg (Caprimulgus europaeus), șerpar (Circaetus gallicus), șoim călător (Falco peregrinus), Galerida theklae, Hieraaetus fasciatus, acvilă pitică (Hieraaetus pennatus), ciocârlie de pădure (Lullula arborea), ciocârlie de bărăgan (Melanocorypha calandra), turturică (Streptopelia turtur)

Pe lângă speciile protejate, pe teritoriul sitului au mai fost identificate 5 specii de plante.